# Clan Ōtomo
Il Clan Ōtomo (大友氏?, Ōtomo-shi) fu un potente clan di samurai del Giappone medievale durante l'epoca Sengoku e dominò principalmente nell'isola di Kyūshū.

## Storia
In seguito all'istituzione dello shogunato Kamakura nel 1185, i membri del clan ricevettero la carica di shugo (governatore) delle province di Bungo e Buzen nell'isola di Kyūshū. Essendo gli Ōtomo uno dei principali clan dell'isola, insieme agli Shōni e agli Shimazu, essi ebbero un ruolo centrale nell'organizzare la resistenza guidata da Hōjō Tokimune contro le invasioni mongole del Giappone nel 1274 e nel 1281.
Gli Otomo svolsero un ruolo importante anche nella creazione dello shogunato Ashikaga, avvenuta negli anni Trenta del XIV secolo: lottarono infatti a fianco di Ashikaga Takauji e lo aiutarono a vincere una serie di battaglie chiave, inclusa quella di Sanoyama, il che contribuì a garantire loro posizioni di governo potenti nel nuovo shogunato.
Un clan potente durante tutto il periodo Sengoku (1467-1573), il clan Ōtomo è particolarmente noto come uno dei primi ad entrare in contatto con gli europei e stabilire un rapporto commerciale con loro. Nel 1542 circa, tre navi portoghesi furono trasportate da un tifone sull'isola di Tanegashima, appena al largo della costa di Kyūshū. Nel giro di dieci anni, il commercio con i portoghesi divenne un'abitudine comune nell'isola di Kyūshū. Il missionario gesuita Francesco Saverio arrivò in Giappone nel 1549 e poco dopo incontrò Ōtomo Sōrin, shugo delle province di Bungo e Buzen, che in seguito sarebbe stato descritto da Saverio come un "re" e convertito al cattolicesimo romano nel 1578. Ōtomo era ansioso di assicurare al suo clan ulteriori scambi e contatti con i portoghesi, vedendo i vantaggi tecnologici e, cosa forse più importante, anche economici. Nel 1552, degli emissari del clan Ōtomo si recarono a Goa con Saverio per incontrare il governatore portoghese dell'India. Saverio e altri missionari gesuiti sarebbero tornati a Kyūshū, viaggiando e facendo proselitismo; il clan Ōtomo era sempre ben disposto nei loro confronti ed ebbe come risultato un certo successo a Bungo sul campo religioso, convertendo molti giapponesi al cristianesimo.
Verso la fine del XVI secolo, il clan Ōtomo combatté contro i clan Shimazu e Mōri, di cui questi ultimi erano esperti marinai. Ōtomo Yoshimune si schierò con Ishida Mitsunari durante la campagna di Sekigahara e perse le sue terre dopo la loro sconfitta. Gli Ōtomo persero poi lo stato di daimyō durante il periodo Edo, venendo nominati kōke nel 1689 con Ōtomo Yoshitaka.

## Membri importanti del clan[4]
- Ōtomo Yoshinao (大友 能直?; 1172 – 1223): discendente di Fujiwara no Hidesato, fu adottato da Nakahara Chikayoshi e fu il primo a prendere il nome Ōtomo. Servì Minamoto no Yoritomo nella sua campagna contro Fujiwara no Yasuhira a Mutsu (1189). Nel 1193 fu nominato Shugo-shoku di Buzen e Bungo e Chinzei-bugyō; da allora la famiglia acquisì una grande influenza nel Kyūshū.
- Ōtomo Sadamune (大友 貞宗?; ? - 1334): discendente di Yoshinao di quinta generazione, si schierò con gli Ashikaga e combatté contro il clan Kikuchi nel Kyūshū; poi, sotto gli ordini di Ashikaga Takauji, assediò Kyoto (1336) e combatté contro Nitta Yoshisada.
- Ōtomo Sadanori (大友 貞載?; ? - 1336): figlio di Sadamune, fu ucciso mentre combatteva contro Yūki Chikamitsu. Fu il primo a prendere il nomeTachibana e creare la relativa linea di famiglia.
- Ōtomo Chikayo (大友 親世?; ? - 1418): gran-nipote di Sadamune, combatté contro i Kikuchi sostenitori della dinastia meridionale e ottenne il governo delle 6 province di Buzen, Bungo, Chikuzen, Chikugo, Hizen e Higo. Ricevette nel 1396 il titolo di Kyūshū-tandai.
- Ōtomo Yoshiaki (大友 義鑑?; 1502 – 1550): noto anche come Yoshinori, fu discendente di Chikayo di nona generazione. Combatté una lunga guerra contro Hoshino Chikatada, il quale tentò di rendersi indipendente a Chikuzen. Nel 1542, venuto a conoscenza che alcuni europei erano sbarcati a Tanegashima, li invitò alla sua corte. Mendez Pinto riparò a Funai e causò profondo stupore mostrando gli archibugi, sconosciuti in Giappone. Fu assassinato da uno dei suoi servitori, Tsukumi Mimasaka, perché ignorò i diritti del figlio maggiore Yoshishige e intendeva lasciare la sua successione a un bastardo.
- Ōtomo Sōrin (大友 宗麟?; 1530 – 1587): figlio di Yoshinao, nato Yoshishige. Dette ospitalità a San Francesco Saverio per due mesi (1551), e fu profondamente colpito dal cristianesimo, anche se ne abbracciò la fede solo molti anni dopo. Nello stesso anno sconfisse Kikuchi Yoshimune, che si era ribellato, a Higo; nel 1556 soppresse i problemi causati dai sacerdoti del grande tempio a Buzen; l'anno successivo sconfisse Akizuki Kiyotane a Chikuzen e prese possesso dei suoi domini. Nel 1562, lasciando Funai a suo figlio Yoshimune, ancora bambino, costruì un castello a Niyushima, si rasò la testa e prese il nome di Sambisai Sōrin, col quale verrà ricordato nella storia. Poco dopo invase Buzen e si preparò ad attraversare Suō, dove Mōri Takamoto si stava preparando a resistergli, ma lo Shōgun Ashikaga Yoshiteru intervenne e impose una pace tra i due: una figlia di Sōrin fu data in sposa a Terumoto, figlio di Takamoto. Due anni dopo fece un'altra spedizione a Chikugo e sconfisse Akizuki Tanezane. Nel 1569 Kikkawa Motoharu e Kobayakawa Takakage assediarono il castello di Tachibana (Chikuzen) ma Sōrin li obbligò a sollevare l'assedio. Nel 1578 Sōrin fu battezzato e prese il nome di Francesco. Trascorse il resto della sua vita combattendo contro il clan Shimazu di Satsuma, alleato con i clan Ryūzōji e Akizuki; trovando impossibile la vittoria, nel 1586 chiese l'aiuto di Toyotomi Hideyoshi che guidò una spedizione nell'isola; la pace fu ripristinata, ma agli Ōtomo rimase il controllo della sola provincia di Bungo. Sōrin morì proprio quando Hideyoshi tornò nel suo castello di Osaka.
- Ōtomo Yoshimune (大友 義統?; 1558 – 1605): prese in mano l'amministrazione degli ampi domini di suo padre nel 1579. Già l'anno seguente portò la guerra a Chikuzen, dove Tawara Chikazane si era ribellato. Nel 1584 sconfisse Ryūzōji Masaie. Dopo la campagna di Hideyoshi contro gli Shimazu, vide i suoi domini ridotti all'unica provincia di Bungo (1587). Al tempo della guerra di Corea, partì alla testa di 6.000 dei suoi samurai e combatté sotto gli ordini di Kuroda Nagamasa. Dopo alcuni facili successi sui Coreani, la situazione si fece più seria soprattutto quando i giapponesi si trovarono ad affrontare un forte esercito cinese e una poderosa flotta coreana capeggiata da Yi Sun-sin. Konishi Yukinaga, assediato a Heijō (Pyongyang), chiese l'assistenza di Yoshimune; quest'ultimo, spaventato dal numero dei nemici, si ritirò in fretta verso Seul. Hideyoshi, venuto a conoscenza di questa condotta, lo richiamò ad Aki, lo privò dei suoi possedimenti e lo bandì nel medesimo luogo, dominio di Mōri Terumoto (1593). Nel 1600 si schierò con Ishida Mitsunari, tornò a Bungo e si fortificò nel castello di Ishitate, dove fu assediato e fatto prigioniero da Kuroda Yoshitaka ed esiliato a Hitachi. Nel 1587 Yoshimune venne battezzato con il nome di Costantino anche se non fu mai un uomo di fede.
- Ōtomo Yoshinori (大友 義乗?; 1577 – 1612): figlio di Yoshimune, fu battezzato nella sua infanzia col nome di Fulgenzio, servì Tokugawa Ieyasu come un semplice samurai e si distinse nell'assedio di Osaka.
- Ōtomo Yoshitaka (大友 義続?): nipote di Yoshimune, fu elevato al grado di kōke nel 1689. I suoi discendenti mantennero il titolo fino alla restaurazione Meiji.

## Capi clan
1. Ōtomo Yoshinao (大友能直, 1172–1223)
2. Ōtomo Chikahide (大友親秀, 1195–1248)
3. Ōtomo Yoriyasu (大友頼泰, 1222–1300)
4. Ōtomo Chikatoki (大友親時, 1236–1295)
5. Ōtomo Sadachika (大友貞親, 1246–1311)
6. Ōtomo Sadamune (大友貞宗, ? –1334)
7. Ōtomo Ujiyasu (大友氏泰, 1321–1362)
8. Ōtomo Ujitoki (大友氏時, ? –1368)
9. Ōtomo Ujitsugu (大友氏継, ? –1401)
10. Ōtomo Chikayo (大友親世, ? –1418)
11. Ōtomo Chikaaki (大友親著, ? –1426), noto anche come "Chikatsugu".
12. Ōtomo Mochinao (大友持直, ? –1445)
13. Ōtomo Chikatsuna (大友親綱, ? –1459)
14. Ōtomo Chikataka (大友親隆, ? –1470)
15. Ōtomo Chikashige (大友親繁, 1411–1493)
16. Ōtomo Masachika (大友政親, 1444–1496)
17. Ōtomo Yoshisuke (大友義右, 1459–1496)
18. Ōtomo Chikaharu (大友親治, 1461–1524)
19. Ōtomo Yoshinaga (大友義長, 1478–1518)
20. Ōtomo Yoshiaki (大友義鑑, 1502–1550)
21. Ōtomo Sōrin (大友宗麟, 1530–1587), in origine Ōtomo Yoshishige (大友義鎮)
22. Ōtomo Yoshimune (大友義統, 1558–1605)
23. Ōtomo Yoshinori (大友義乗, 1577–1612)
24. Ōtomo Yoshichika (大友義親, 1597–1619)

## Altri membri noti
- Ōtomo no Kuronushi – poeta classico
- Myorin - signora del castello di Tsurusaki.

## Nella cultura di massa
Il clan Ōtomo è presente come fazione giocabile in Europa Universalis IV, Sengoku e Total War: Shogun 2 (di preciso come fazione scaricabile tramite DLC).

## Opere letterarie
- Turnbull, Stephen (1998). The Samurai Sourcebook. London: Cassell & Co.